# نشریات (مجموعه تلویزیونی)
نشریات (انگلیسی: Press) یک سریال تلویزیونی درام بریتانیایی است که در سال ۲۰۱۸ میلادی منتشر شد.

## گزیدهٔ بازیگران
- شارلوت رایلی
- بن چاپلین
- برندن کاول
- الی کندریک
- دیوید سوشی